# Las Trancas, Guanajuato
Las Trancas är en ort i Mexiko.   Den ligger i kommunen Acámbaro och delstaten Guanajuato, i den södra delen av landet, 180 km väster om huvudstaden Mexico City. Las Trancas ligger 1 851 meter över havet och antalet invånare är 162.
Terrängen runt Las Trancas är kuperad söderut, men norrut är den platt. Runt Las Trancas är det ganska tätbefolkat, med 144 invånare per kvadratkilometer. Närmaste större samhälle är Acámbaro, 5,1 km öster om Las Trancas. I omgivningarna runt Las Trancas växer huvudsakligen savannskog.